# Juda Machabeusz

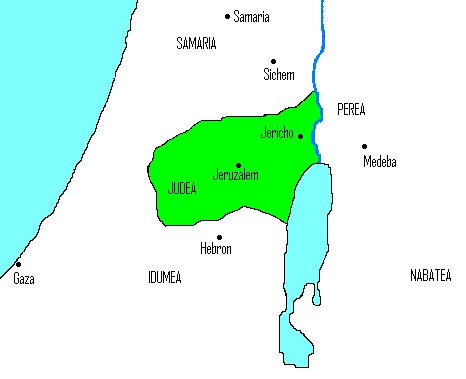
Judea za Judy Machabeusza

Juda Machabeusz (hebr. ‏יהודה המכבי‎, Jehuda ha-Makabi – Juda Młot) – jeden z przywódców żydowskiego powstania Machabeuszy przeciwko Seleucydom 167 p.n.e.–160 p.n.e.

## Życiorys
Był trzecim synem kapłana żydowskiego Matatiasza Hasmoneusza.
W 175 p.n.e., Antioch IV Epifanes rozpoczął działania, mające na celu pełną asymilację Żydów w swoim państwie. Sprzedał funkcję arcykapłana Jezusowi Jazonowi. W Świątyni Jerozolimskiej Grecy zbudowali ołtarz ku czci Zeusa Olimpijskiego, na którym złożyli ofiarę ze świni. Kapłani żydowscy zmuszani byli do odprawiania nabożeństw ku czci bogów greckich, co spowodowało powszechne wzburzenie. Sygnał do rewolty dał ojciec Judy - Matatiasz, który publicznie odmówił podporządkowania się rozkazom władcy i wzniecił powstanie.
Przed 167 p.n.e. Matatiasz wyznaczył Judę, jako naczelnego dowódcę wojsk powstańczych. Juda, na czele kilkuset zbrojnych mieszkańców Judei skutecznie nękał wojska Antiocha atakami swoich partyzantów.
Wojska Judy pobiły przeważające liczebnie armie Seleucydów w otwartym polu w bitwach pod Nahal el-Haramia, Bet-Choron i Emaus.
W 164 p.n.e. Juda triumfalnie wkroczył do zdobytej Jerozolimy, dokonując ponownego poświęcenia odbudowanej Świątyni Jerozolimskiej. Według podań nastąpił wówczas cud, gdyż jednodniowe zapasy oliwy do palenia w menorze, wystarczyły na dni osiem. Stąd powstało święto żydowskie Chanuki.
W 161 p.n.e. Juda wysłał poselstwo do Rzymu, prosząc o uznanie niepodległości Judei. Rzymianie zrobili to tym chętniej, że sami byli zagrożeni przez Seleucydów. W 160 p.n.e. Juda zginął w bitwie pod Elasą stoczonej z wojskami Demetriusza I Sotera, dowodzonymi przez Bakchidesa.

## W literaturze i sztuce
Dante w Boskiej komedii umieszcza duszę Judy w Niebie.
Georg Friedrich Händel w 1746 skomponował oratorium Juda Machabeusz.
Dzieje powstania Judy Machabeusza opisują Pierwsza i Druga Księga Machabejska greckiego Starego Testamentu.
Juda Machabeusz jest jednym z Dziewięciu Bohaterów.
Postać Judy Machabeusza jest eksponowana w formie posągu na fasadzie Dworu Artusa w Gdańsku. Peter Paul Rubens namalował w 1634-1636 obraz Tryumf Judy Machabeusza (Musée d'Arts de Nantes).